# 人鼠之間
《人鼠之間》（英語：Of Mice and Men），美國短篇小說，1937年出版，是美國诺贝尔文学奖得主、作家約翰·史坦貝克的作品。小说讲述了乔治·弥尔顿与雷尼·斯默，这两个流民在经济大萧条時流轉於加州寻找工作的悲剧故事。
小说根据斯坦贝克1920年左右的打工经历改编而成。這部小說的题目源自一首罗伯特·伯恩斯诗歌《致老鼠》，其中提到“人和老鼠的命运，时常被扭曲”。《人鼠之间》被许多学校定位必读，小说曾因「語言褻瀆，帶攻擊性，並有種族主義傾向」被視為禁書。它被美國圖書館協會列为“20世纪最受爭議书目”

## 故事情節
故事情節簡單，涵蓋的時間不超過三天，地点是一個美国加州的一个牧場，背景为经济大萧条。描寫兩個相互扶持的好朋友——一位是头脑精明、缺乏教育的喬治·弥尔顿（George Milton），一位是輕度智障、身材魁梧的雷尼·斯默（Lennie Small）——穿越加州到索莱达，梦想着拥有一片自己的土地。雷尼梦想的其中一部分是在农场上饲养兔子，因为他喜欢抚摸柔软的动物。这个梦想是雷尼最喜欢的故事，乔治总是不停地将其重复。在此之前，他们刚刚逃离加州威德的前任雇主。雷尼喜欢抚摸细软物品，结果他抓住一个少女的裙子不放，因而被指责试图强奸。雷尼因為社會適應較差，老是犯錯，搞得兩人無奈地到處換工作。喬治雖然對於雷尼的愚笨十分不耐煩，但是從來沒有放棄與他同行，并成为他的监护人，雷尼則對喬治百依百順。友谊成为了贯穿小说的主题。
他们在富人奧謝（Tyler Ranch（这似乎只在电影里出现，书中从头到尾都没有提到农场主的姓名））的牧场裡工作，但情况变得险恶，特别是科里（Curley）——农场主的儿子，个子小、攻击性强、自卑、不喜欢大个子——科里的出现成为温顺的雷尼的潜在威胁。科里的妻子不安分、爱挑逗他人。雷尼对她一见钟情。这也是问题之一。与他俩相反，斯林姆（Slim）是个友善、聪明的骡队队长，他的狗最近产崽。斯林姆把一只狗崽给了雷尼。
他们努力工作编织梦想，喬治答應雷尼如果他聽話不要闖禍，將來就可以为自己照顧一窩的兔子，兩人可以共同經營一塊屬於自己的農場。独手工人坎迪（Candy）答应给乔治和雷尼300美元以便月底之前购置一间农场，条件是坎迪要和他们同住。夢想眼看就要成真。三个人狂喜，但是科里突然攻击雷尼，为故事涂上了一层阴影。作为反抗，乔治叫雷尼打碎科里的拳头。
梦想近了，乔治倍感轻松，以至于他竟然离开雷尼，和其它伙计一同进城。雷尼一人呆在马厩里，与克鲁克（Crook）闲谈。克鲁克是个没有文化、刻薄的黑人，因为肤色而被歧视孤立。坎迪找到他们，与克鲁克讨论农场计划。克鲁克尽管嘲笑计划达成的可能性，还是忍不住询问是否可以在农场上开出一片花园来。这时，科里的妻子再次出现，勾引男人们，特别是雷尼。然而她暴露了自己可憎的一面，特别是对他们的鄙夷，并威胁到要对克鲁克处以私刑。
雷尼在抚摸狗崽时意外将其弄死。科里的妻子进入谷仓，试图与雷尼谈话，她承认自己十分孤独，并曾经想去当电影明星。这揭示了她为什么总是喜欢挑逗农场工人的缘故。在得知雷尼喜欢抚摸细软的东西时，科里的妻子允许他抚摸她的头发，但是雷尼力气太大，造成科里的妻子惊恐地尖叫。雷尼吓傻了，失手勒死了科里的妻子，鑄成大錯。当其它工人发现尸体时，乔治明白了他们的梦破灭了。乔治跑去寻找雷尼，在小说起初时乔治告诉雷尼如果遇到麻烦，就跑到为他预备的地方去。乔治明白科里的私刑徒们会虐待雷尼，只有一种方法可以帮助他获得解脱。
乔治在预备地点找到了雷尼，这个地点是他们去农场前一天晚上宿营的地点。两人并排相坐，乔治再次重复美好的未来，却自知他们永远不会将其实现。乔治要雷尼轉身背對自己，對著天空敘述自己的夢想，他那一窩小兔子柔軟的皮毛。在雷尼興高采烈地敘述的時候，喬治淚流滿面，舉起槍來，把槍口挨近雷尼的後腦杓，將他射殺。科里、斯林姆、卡洛斯在枪响之际找到了乔治。只有斯林姆明白乔治是出于友爱而不得不下了手。他平和、安定地带着乔治离开，留下了疑惑的科里和卡洛斯。

## 角色
- 乔治·弥尔顿 (George Milton): 机智灵敏，雷尼最好的朋友，监护人。他们之间的友谊维持着雷尼对未来的美好梦想。
- 雷尼·斯默 (Lennie Small): 患有心理障碍、四肢强壮，他与乔治一道旅行，是他挚友。[6]他梦想着"living off the fatta' the lan'"，并可以饲养兔子。他的癖好是抚摸细软的东西，但是这一癖好背叛，并最终毁灭了他，主要是因为他没轻没重。
- 坎迪 (Candy): 上年纪的农场工人，坎迪在意外中失去了自己的一只手，为自己的未来担忧。害怕因为年老而变得无用，当得知乔治描述他与雷尼对农场的计划时，他主动参与，并拿出自己毕生积蓄，参与农场的购买。坎迪老狗的命运不济，卡洛斯出于怜悯将其射杀。这暗示了雷尼的去世。
- 斯林姆 (Slim): 剥皮工人，赶驴头子，“农场王子”。斯林姆得到很多角色的尊重，也是科里唯一尊重的人。他的见地、直觉、善良、天生领袖气质自动地吸引着其它工人；斯林姆的重要性在于他是唯一知晓乔治与雷尼之间的关系的人。
- 科里 (Curley): 老板的儿子，年轻好斗，曾经是个半职业拳击手。他被别人颇为讽刺地描述为"handy"，部分原因是他喜欢在左手手套上涂抹凡士林。一次，科里误解对方在嘲笑自己，随即愤怒地攻击雷尼，结果雷尼反击，握碎了他的手。
- 科里的妻子 (Curley's wife): 年轻漂亮，不被丈夫信任。其它角色只是简单地称呼她为“科里的妻子”。这个角色缺少个人定义，强调了角色在故事中的作用：斯坦贝克解释道她“不是一个人，而是一个符号。她没有功能，只是用来衬托对雷尼的威胁。”[6]科里的妻子对美丽的执着最终造成了她的惨死：她允许雷尼抚摸她的头发，看上去是无辜的纵容，直到她尖叫着命令雷尼停止“弄乱它”为止。雷尼试图阻止她喊叫，结果无意中弄折了她的脖子。
- 克鲁克 (Crooks): 马厩工人，因自己弯曲的（crooked）背而得名。骄傲、痛苦、愤世嫉俗，他因自己的肤色而被同事冷落。虽然如此，克鲁克喜欢雷尼，虽然他自称见过无数人追随虚无的梦想，试图购买属于自己的土地却无果而终，克鲁克依然请求与雷尼一道上路，希望在花园里除草。
- 坎迪的狗 (Candy's dog): 一条瞎眼的狗，被称为“老的”、“发恶臭的”、“跛脚的”，被卡洛斯杀死。坎迪狗之死暗示了雷尼的命运。
- 卡洛斯 (Carlson): “壮实”的农场工人，出于同情他杀死了坎迪的狗。
- 维特 (Whit): 年轻的农场工人。
- 维迪 (Whitey): 铁匠；“非常友好的人，一个你想遇到的干净人。”他在事故发生前离开农场，之后没有出现。
- 老板 (The Boss): 科里的父亲，农场的监工。据坎迪称，一家“大土地公司”拥有这家农场。
- 姨姨克拉拉 (Aunt Clara): 雷尼的姨姨，她把雷尼带大；她最近去世。当雷尼杀死了科里的妻子，她出现在雷尼的脑海里，斥责雷尼。
- 威德女孩 (The Girl in Weed): 雷尼喜欢抚摸细软的东西，他在抚摸女孩裙子时用力过猛，导致女孩尖叫，被认为是强奸。乔治与雷尼被迫逃离威德，去索莱达寻找新工作。

## 主题
世上所有诚实的作品都有一个基础主旨，试图理解人类。如果你懂得对方，就会对他友善。理解人类常常导致爱，而不是恨。对此有许多更为简单的含义。写作可以促进社会改革、惩治不公、赞美英雄，但是基础主旨还是那一条：彼此理解。
 — 1938年约翰·斯坦贝克笔记
斯坦贝克在小说中着重于梦想。乔治渴望独立，自己成为老板，有自己的宅院，更重要的：成为“大人物”。雷尼渴望住在乔治的独立宅院里，他的心理定式在抚摸细软物品上。坎迪在他的老狗死后渴望重新担负责任，并为他的后半生着想——他将希望寄托在乔治的宅院上。克鲁克渴望一片狭小的宅院，以便获得自尊、安全，更重要的：被接受。科里的妻子渴望成为演员，在梦想破灭时嫁给了科里，结束了她的孤独感。
孤独感是书中角色的共性。老狗死了，坎迪十分孤独。科里不是妻子所期望的伴侣，因此倍感孤独——她的对策是与农场上其它工人调情，导致科里更加暴虐、嫉妒。乔治与雷尼成为搭档是因为孤独。克鲁克坦率地称：“如果人没有朋友，就会疯掉。别挑三拣四的，只要他跟着你就好。”作者将故事设在了索莱达，进一步增进了主题。在西班牙语中，索莱达"soledad"意思是孤独。
虽然角色渴望伴侣，但斯坦贝克强调彼此非人相待形成屏障，使得孤独感无法消除。科里妻子的孤独感导致科里的嫉妒，使得所有工人远离她。克鲁克的屏障是因为他被禁止进入员工宿舍，只能呆在马厩里；由于雷尼的无知，克鲁克的屏障被部分击破。
斯坦贝克笔下的角色由于智力、经济、社会环境等因素，常常表现的十分无助。雷尼比别人身体都强壮，作为农场工人他应该受到尊重。但是，他的智力障碍拖了他的后腿，导致他十分无助。经济上是无助表现在农场工人倍受经济大萧条的打击。乔治、坎迪、克鲁克都是积极向上、勤于动手的角色，他们希望购得属于自己的宅院，但是，因为经济大萧条，他们的钱不够。雷尼是唯一一个不能照顾自己的人，但是其他角色在条件适宜的时候可以担当责任。然而当条件不符，他们无能为力的时候，雷尼的智障成了现实的危险。
在人文互动上，压迫和暴虐这一邪恶的主题是通过科里和他的妻子来反应的。科里利用他好斗的天性和地位优势试图控制他父亲的农场。他不停的斥责农场工人，指责他们勾引他的妻子。科里的拿破仑情结体现在他因工人极小的过犯而大施威胁。在另一方面，科里的妻子不是通过物理，而是通过言语施暴。她利用自己的性别来吸引注意，诱惑农场工人。根据企鹅出版社人与鼠教师用书，科里和他的妻子十分邪恶，代表对农场工人不同方式的压迫和虐待。
当乔治无法保护雷尼（他才是真正的威胁）时，角色的渴望破灭了，命运变得极为沉重。斯坦贝克将它表示为“将要发生的事”，用他朋友的话就是“非目的论思想”或“在思考中”。这是一种不做论断的观点。

## 动物形象
《人鼠之间》大量使用了动物形象。在整部短篇小说中，斯坦贝克常常利用动物形象来强调心理疾病、种族主义、以及不可避免的悲惨结局这一主题。

## 小说创作
用一个评论家的话来说，《人鼠之间》是斯坦贝克第一次尝试使用“戏剧短篇”写作的小说。小说的结构为两章三部分，即可以作为小说阅读，也可以作为戏剧脚本。斯坦贝克希望小说可以直接作为剧本，或是一个读起来像戏剧的小说。
斯坦贝克原本将小说命名为《一些事情发生了》（代指小说故事中发生的事情，因为没有人可以对故事中的悲剧完全负责），然而，当他阅读了罗伯特·伯恩斯的诗《致老鼠》后，斯坦贝克将小说题目改动了。伯恩斯的诗歌讲述了一个农民在耕地时刨塌了老鼠窝而感到遗憾。
斯坦贝克在蒙堤圣利诺写了这本书与《愤怒的葡萄》。小说的早期手稿被斯坦贝克的狗扯了，狗的名字叫麦克斯（Max）。

## 反响
小说在发布之际获得盛誉，并在出版之前被“当月图书会”选定。许多知名评论家纷纷给出好评，包括马克辛·加勒德（Enquirer-Sun),克里斯托弗·莫利（Christopher Morley），哈里·桑顿·摩尔（Harry Thornton Moore， New Republic).《纽约时报》评论员雷尔夫·汤普森（Ralph Thompson）称小说是本”伟大的短篇，因为它的情景引人入胜。”
起初，小说被美国许多公立学校、图书馆列为禁书，理由是“提倡安乐死”、“容忍种族侮辱”、“反商业”、言语亵渎、粗鲁、包含“攻击性语言”。不久，这些禁令被撤销，小说被列入美国、澳大利亚、爱尔兰、不列颠、新西兰、加拿大等高中的必读书目。由于常常受到审查，《人鼠之间》被美国图书馆协会评为“21世纪最具爭議性书目”（位列第四）。
虽然小说在社会各界中回响熱烈，但是它的内容还是被不少高中审查。《人鼠之间》自1936年出版以来已经被审查了54次之多。然而，学者如托马斯·斯卡赛特（Thomas Scarseth）支持小说，认为它的文学价值很高。斯卡赛特称“在真正的文学中，生命的苦难被转化为艺术的美。”即从争议中人们才会学会欣赏。

## 文化影响
在德克萨斯州，人物角色雷尼·斯默被用作法定弱智标准。如果犯人在审讯中发现比雷尼·斯默聪明，那么他就得负刑。反之则意味着他不明白自己做了什么。
约翰·斯坦贝克的儿子，托马斯·斯坦贝克（Thomas Steinbeck）反对死刑，认为这种刑罚不合理，是对他父亲作品的侮辱。

## 脚注
1. ↑  Of Mice and Men Key Facts （页面存档备份，存于） on Sparknotes
2. ↑  Who, what, why: Why do children study Of Mice and Men? （页面存档备份，存于） on BBC
3. ↑  Stephen Maunder. . BBC News. March 25, 2011  [March 26, 2011]. （原始内容存档于2021-02-05）.
4. ↑  . web page. American Library Association. 2011  [July 1, 2011]. （原始内容存档于2012-01-04）.
5. ↑  . The New York Times. 1937-12-12: 7 (1937-12-05).
6. 1 2 3  Parini, Jay. . The New York Times. 1992-09-27  [June 17, 2008].
7. 1 2  Tracy Barr, Greg Tubach, (编). . 909 Third Avenue, New York City, New York: Wiley Publishing. 2001 [2001]. ISBN 0-7645-8676-9.
8. ↑  Of Mice and Men, p. 71
9. ↑  Kirk, Susan Van. Tracy Barr, Greg Tubach, , 编. . 909 Third Avenue, New York City, New York: Wiley Publishing. 2001 [2001]. ISBN 0-7645-8676-9.
10. ↑  Reed, Ph.D, Arthea J.S.  (PDF). Penguin Group (USA).   [2013-06-11]. （原始内容 (PDF)存档于2012-09-16）.
11. ↑  Burning Bright – in the foreword Steinbeck states that Of Mice and Men and The Moon Is Down were his first two play novelettes', and Burning Bright is the third.
12. 1 2  Dr. Susan Shillinglaw. . The Martha Heasley Cox Center for Steinbeck Studies. January 18, 2004  [December 28, 2006]. （原始内容存档于2006-09-08）.
13. ↑  .   [2015-10-07]. （原始内容存档于2021-02-10）.
14. ↑  Robert McCrum. . The Guardian (UK). January 18, 2004  [December 27, 2006]. （原始内容存档于2008-02-14）.
15. ↑  .   [2013-06-12]. （原始内容存档于2013-01-02）.
16. ↑  .   [2013-06-12]. （原始内容存档于2009-06-10）.
17. ↑  McElrath, Joseph R.; Jesse S. Crisler, Susan Shillinglaw. . Cambridge University Press. 1996: 71–94  [October 8, 2007]. ISBN 978-0-521-41038-0. []
18. ↑  . Wiley Publishing, Inc. 2000–2007: 71–94  [October 8, 2007]. （原始内容存档于2007年10月14日）.
19. ↑  . American Library Association. 2007  [October 8, 2007]. （原始内容存档于2015-06-02）.
20. ↑  . American Library Association. 2007  [August 25, 2009]. （原始内容存档于2011-06-05）.
21. ↑  Doyle, 
Robert. "Banned And/or Challenged Books from the Radcliffe Publishing Course Top 100 Novels of the 20th Century." ALA.org. American Library Association, 2010. Web. <.   [2012-04-25]. （原始内容存档于2012-01-19）.>.
22. ↑  Scarseth, Thomas. "A Teachable Good Book: Of Mice and Men." Censored Books: Critical Viewpoints. Ed. Nicholas J. Karolides, Lee Burress, and John M. Kean. Scarecrow Press, 1993. 388-394. Rpt. in Novels for Students. Ed. Diane Telgen. Vol. 1. Detroit: Gale, 1998. Literature Resource Center. Web.
23. ↑  Pilkington, Ed. . Guardian. 5 August 2012  [6 August 2012].
24. ↑  Grissom, Brandi. . The Texas Tribune. 8 August 2012  [9 August 2012]. （原始内容存档于2012年10月27日）.